# Deinarchia aeschyntela
Deinarchia aeschyntela är en fjärilsart som beskrevs av Willie Horace Thomas Tams 1930. Deinarchia aeschyntela ingår i släktet Deinarchia och familjen tandspinnare. Inga underarter finns listade i Catalogue of Life.